# Vittorio Capecchi
Vittorio Capecchi (Pistoia, 28 novembre 1938 – Bologna, 29 luglio 2023) è stato un sociologo italiano, che si è specializzato in sociologia matematica e sociologia economica. È stato professore emerito dell'Università di Bologna e ha diretto due riviste da lui fondate: Quality & Quantity. International Journal of Methodology e Inchiesta.

## Biografia
Nato a Pistoia, dopo aver frequentato in questa città le scuole superiori, nel 1956 si iscrive all'Università Bocconi di Milano. Il suo primo esame è quello di statistica con Francesco Brambilla (1913 -1993) il quale sosteneva il paradosso secondo cui «[..] se un bel modello matematico non spiega la realtà, la colpa è della realtà». Brambilla lo indirizzò, assieme a Michele Cifarelli (futuro professore alla Bocconi in Statistica e Scienze delle Decisioni) e Giorgio Faini (anch'egli futuro professore alla Bocconi in Metodi Quantitativi), allo studio dei modelli matematici per le scienze sociali, con l'obiettivo di formarli come suoi futuri assistenti «con la passione della matematica». Nel 1961 si laurea in sociologia, discutendo con Angelo Pagani e Brambilla la tesi I processi stocastici markoviani applicati alla mobilità sociale.
Dopo la laurea, diventa assistente di statistica alla Bocconi. Nel 1962 partecipa in Austria al primo seminario di sociologia matematica promosso da Paul Felix Lazarsfeld, direttore del Bureau of Applied Social Research della Columbia University di New York con il quale rimarrà in contatto frequentando le sue lezioni a New York e il movimento della  radical sociology. 
Nel 1963-65 vince una borsa di studio da ricercatore junior all'Olivetti di Ivrea presso il Centro di psicologia quando direttore scientifico è Cesare Musatti e ne fanno parte anche gli psicologi Renato Rozzi e Francesco Novara.
Nel 1966 consegue la libera docenza in sociologia, e nel 1966-68 ha una borsa di studio del XX Century Fund per insegnare modelli matematici per le scienze sociali. A partire dal 1968/69, ha l'incarico di insegnamento di sociologia all'Università di Bologna e nei due anni accademici 1968/69 e 1969/70 è direttore del laboratorio di ricerca della Facoltà di Sociologia dell'Università di Trento.
Nel 1970 si trasferisce con la famiglia a Bologna e si presenta a Claudio Sabattini della FLM (Federazione Lavoratori Metalmeccanici) per mettersi «al servizio della classe operaia».  Nel 1973 assume l'incarico di direttore responsabile dell'Ufficio Studi della FLM e all'interno dell'organizzazione conosce Adele Pesce (Segretaria della FLM regionale Emilia-Romagna), che diventerà la sua compagna.
Nel 1975 vince il concorso per professore straordinario di sociologia. 
Tra le ultime iniziative, il 14 maggio 2012 ha organizzato il Tavolo Innovazione e Sviluppo, ovvero un piano strategico metropolitano per Bologna, una iniziativa che ha tra l'altro permesso di mettere in relazione le industrie emiliane con la Cina.
La sua attività di ricerca accademica s'è incentrata prevalentemente su due filoni principali, la sociologia matematica e la sociologia economica.
Muore a Bologna il 29 luglio 2023, all'età di 84 anni.

## Sociologia matematica
Dopo la partecipazione al seminario di Gösing cura il volume degli atti (insieme a S. Sternberg, T. Kloeck, C.T. Leenders), Mathematics and social sciences, Mouton, Paris 1965 e frequenta le lezioni di Lazarsfeld alla Columbia University fondando nel 1966, la rivista di modelli matematici in inglese Quality & Quantity che dopo alcuni primi numeri editi da Marsilio e da Il Mulino viene presa in carico da case editrici olandesi (oggi è un bimestrale, ogni numero quasi trecento pagine, stampato dalla Springer nella sede di Dordrecht.
I principali testi di questo filone sono i seguenti:
- cura, con una lunga introduzione, il volume di Paul Felix Lazarsfeld Metodologia e ricerca sociologica (Il Mulino, Bologna 1967).
- cura (insieme a H. Blalock ed altri) il volume Quantitative sociology (Academic Press, New York – 1975) che viene tradotto anche in lingua russa.
- cura (insieme a Massimo Buscema, Luigi Contucci e Bruno d'Amore) nel 2006, per i primi quaranta anni delle rivista Quality & Quantity  il volume Applications of Mathematics in Models, Artificial Neural Networks and Arts- Springer, Dordrecht, 2010.

## Sociologia economica
Nel 1971 fonda la rivista Inchiesta  trimestrale edita da Edizioni Dedalo di Bari di cui è tuttora direttore. Nello stesso periodo diventa direttore dell'Ufficio studi della FLM (prima di Bologna e poi dell'Emilia-Romagna) e la rivista “Inchiesta” diventa la “rivista delle 150 ore” arrivando negli anni '70 a tirature tra le 60.000 e le 80.000 copie.
Nel 1975 e nel 1976 insieme a Roberto Alvisi realizza due importanti ricerche sulle fabbriche metalmeccaniche di Bologna (Editore Seusi Roma) e una prima riflessione su queste ricerche è nel libro curato da Capecchi e altri, La piccola industria in Italia, De Donato, Bari 1978.
Con la sconfitta del sindacato nel 1980 e la chiusura della FLM e del Centro Studi segue le scelte della sua compagna Adele Pesce che fonda nel 1982 una società, la Links, specializzata in ricerche sociologiche per la Comunità Europea. Sempre per la Comunità Europea svolge ricerche di sociologia economica anche per conto del Programma FAST, (Forecasting and Assessment in Science and Technology) di Riccardo Petrella, della Direzione generale Occupazione, affari sociali e pari opportunità della Commissione europea, diretta da Lisa Pavan Woolfe e del CEDEFOP (Centro europeo per lo sviluppo della formazione professionale)
Coordina insieme ad Adele Pesce, l'economista di Modena, professor Sebastiano Brusco, e i giuslavoristi professori Franco Carinci e Marco Biagi l'Osservatorio regionale del Mercato del lavoro quando Pier Luigi Bersani è Assessore alle attività produttive della Regione Emilia-Romagna.
Partecipa con gli economisti Sebastiano Brusco, Giacomo Becattini e Charles Sabel (della Columbia University) al dibattito internazionale su i distretti industriali promosso dall'ILO, l'Organizzazione Mondiale del Lavoro,  diretto da Werner Sengenberger che realizza numerose pubblicazioni in inglese negli anni '80 e ‘90.
Il percorso seguito da quegli anni ad oggi è indicato da queste sue pubblicazioni: 
- (con Marzio Barbagli e Antonio Cobalti)- La mobilità sociale in Emilia-Romagna - Il Mulino -Bologna 1987;
- (con Adele Pesce e Michel Shiray)- Nouvelle technologies et vie quotidienne en Europe - CCEE- Luxembourg 1987;
- L'Obiettivo 4 in Francia, Germania ed Italia - FSE Isfol, Roma 1997;
- La responsabilità sociale dell'impresa - Carocci, Roma 2005;
- (con Andrea Gallina) - For a polycentric Europe. How to save innovation from neoliberism - Ed.it. Catania 2007;
- (a cura, insieme a Doriana Ballotti)-Valori e competizione. Storie di responsabilità sociale nella cooperazione bolognese- Il Mulino, Bologna 2007;
- (con Angiolo Tavanti)-Fondi di investimento, marketing territoriale e creazione di imprese in Emilia-Romagna- Guaraldi, Rimini, 2013 ;
- (con Sergio Caserta e Angiolo Tavanti) - Tra storia e futuro. Politiche per una regione smart. Una ricerca sulle trasformazioni dell'economia in Emilia-Romagna- Il Mulino, Bologna, 2015